# Kecamatan Ingin Jaya
Kecamatan Ingin Jaya (indonesiska: Ingin Jaya) är ett distrikt i Indonesien.   Det ligger i provinsen Aceh, i den västra delen av landet, 1 800 km nordväst om huvudstaden Jakarta.